# 電弧故障
電弧故障是指兩個或多個導體之間的高功率放電發熱，破壞電線的絕緣層而引發電氣火災。造成電弧故障的電流範圍從幾安培到幾千安培不等，且作用強度和持續時間也有很大的不同。
一些常見的電弧故障原因為電線連接鬆動、過熱或被家具夾住。

## 定位與檢測
兩種類型的接線保護是標準熱斷路器和電弧故障斷路器。熱斷路器需要夠長的過載狀態，以便斷路器中的加熱元件使斷路器跳脫。另一方面，電弧故障斷路器使用磁性或其他方法更快地檢測到電流消耗的增加。沒有這類保護，以視覺檢測有缺陷的接線中的電弧故障是非常困難的，因為電弧故障發生在一個非常小的區域內。一個電弧故障斷路器常有的問題，就是它們很有可能對相似電路故障的正常的電路行為產生誤報。例如，受到外部雷擊的飛機，在其電壓和電流分佈類似電弧故障。然而，有研究已經能在很大程度上消除這類誤報，快速識別故障和找出需要維修的位置。

在簡單接線系統中，以目視檢查即可以發現故障位置，但在如航空器的接線一類具有複雜接線的系統則不同。以時域反射計檢查，甚至對於火線也有用。